# Lucien Balozet
Lucien Balozet, né à Saint-Étienne le 24 août 1892, mort à Marseille le 21 décembre 1972, est un biologiste français, vétérinaire de formation ; il consacra notamment ses recherches aux virus animaux et à leur possible transmission à l’être humain.  

## Biographie
Sa situation familiale ne lui permettant pas de poursuivre ses études, il s'engage dans l'armée et il obtient son diplôme de vétérinaire de l’École vétérinaire de Lyon en 1913. 

### Années de guerre 1914-1918
Mobilisé en 1914 dans l'artillerie, Lucien Balozet combat dans les tranchées à Verdun. Vétérinaire aide-major de 1re classe en juin 1916, il est en mars 1917 affecté en tant que vétérinaire à l'Armée d'Orient, l’une de ses missions étant l'achat de chevaux et de mulets pour l'armée. Envoyé à Salonique en 1917, il explore toute la région, en particulier les îles grecques. Les ravages du paludisme — dont il a lui-même été atteint — ont peut-être été à l'origine de sa future carrière de biologiste. Sa conduite lui vaut l'attribution de la Croix de guerre ,. 

### Formation de microbiologiste à l’Institut Pasteur de Paris
Après la guerre, il est affecté aux Troupes du Maroc comme médecin vétérinaire. En 1921, il effectue un stage auprès d’Alfred Boquet, dans le service d’Albert Calmette, à l'Institut Pasteur (Paris). En 1923, il démissionne de l'armée. Attaché au laboratoire de recherches du Service de l'élevage du Maroc, à Casablanca, dirigé par Henri Velu, il y mène des travaux sur l'anémie infectieuse des équidés, l'immunisation contre le charbon asymptomatique, le darmous (dystrophie dentaire du mouton), la dératisation par la méthode biologique, la fièvre boutonneuse  et met au point un vaccin efficace dans la prophylaxie des
Pasteurelloses bovines et porcines . 
En 1924, il suit le cours de microbiologie de l'Institut Pasteur . Il soutient en 1926 sa thèse de doctorat en médecine vétérinaire devant la faculté de médecine de Paris sur : Pasteurella bipolaris. Notes de bactériologie. Vaccination contre le choléra aviaire ; la même année, il devient membre correspondant de la Société de pathologie exotique, membre titulaire en 1934 et titulaire honoraire en 1935.

### Sous-directeur de l’Institut Pasteur à Tunis
En 1929, le microbiologiste Charles Nicolle lui confie l'organisation d'une section vétérinaire, avec le titre de sous-directeur de l'Institut Pasteur de Tunis. Avec Nicolle, Lucien Balozet démontre la transmissibilité de la peste porcine à l'homme sous forme inapparente et la résistance de l'homme à toute forme d'infection par le virus aphteux ,. 
Il est élu en 1937 membre correspondant de l'Académie vétérinaire de France et membre fondateur de l'Association des microbiologistes de langue française. De 1943 à 1949, il devient directeur par intérim de l’Institut Pasteur de Tunis, après le départ d’Étienne Burnet. Il est également chargé de cours de microbiologie agricole à l’École d'agriculture de Tunis.

### Le service des sérums, à Alger
De 1950 à 1962, Lucien Balozet est chargé de conférences pendant les stages d'initiation à la pathologie nord-africaine des médecins civils et militaires, à Alger. Edmond Sergent lui confie la responsabilité du service des sérums contre les venins de serpents et de scorpions, à l’Institut Pasteur d'Algérie. En 1962, il est membre fondateur de l’International Society on Toxinology (en). 
Le 21 décembre 1972, il meurt à Marseille .

## Publications
- Darmous (dystrophie dentaire) du mouton et solubilité du principe actif des phosphates naturels qui le provoque, Paris, Masson, 1932, en collaboration avec Henri Velu.
- « Recherche de l'activité physiologique de la résine brute de chanvre indien », Archives de l'Institut Pasteur de Tunis, vol. XXVI, no 2,‎ juin 1937, p. 318-325.
- « Adsorption du virus de la clavelee par l'alumine hydratie. Virulence du complexe. Application à la vaccination », Comptes-rendus de l'Académie des sciences, vol. 207,‎ juin 1938, p. 349.
- (en) « Anémie infectieuse des équidés », dans C. Levaditi, P. Lépine et J. Verge, Les ultravirus des maladies animales, Maloine, 1943.
- « Le venin d'un scorpion saharien (buthacus arenicola e.s.) », Archives de l'Institut Pasteur d'Algérie, vol. 31,‎ juin 1953, p. 400-410.
- « Note sur une variété de Melia Azedarach originaire d'Argentine », Revue internationale de botanique appliquée et d'agriculture tropicale, vol. 33, no 371,‎ juin 1953, p. 461-463.
- « Venins de scorpions et sérum antiscorpionique », Archives de l'Institut Pasteur d'Algérie, vol. 33, no 2,‎ juin 1955, p. 90-100.
- (en) « Venomous animals and their venoms : volume III : Venomous Invertebrates », dans Venomous animals and their venoms, Academic Press (lire en ligne), p. 349-368 (chapitre 56 de l'ouvrage).

## Récompenses
- Prix Monbinne de l'Académie de médecine (1929)
- Médaille d'argent de l'Académie de médecine (Service de la vaccine) (1935)
- Prix Barthélemy de l'Académie vétérinaire (1938)
- Prix Alcide-Railliet[8] (1938).
- Prix Bréant de l'Académie des sciences (1943)
- Chevalier de la Légion d'honneur [9].